# Poświętne (powiat sokólski)
Poświętne – wieś w Polsce położona w województwie podlaskim, w powiecie sokólskim, w gminie Suchowola.
Administracyjnie wsie Krzywa i Poświętne tworzą sołectwo Krzywa-Poświętne.
W latach 1975–1998 miejscowość administracyjnie należała do województwa białostockiego.
Przez miejscowość przebiega droga krajowa nr 8.
Wierni kościoła rzymskokatolickiego należą do parafii Matki Bożej Pocieszenia w Chodorówce lub do parafii św. Apostołów Piotra i Pawła w Suchowoli.